# Heinrich Klaasen
Heinrich Klaasen (* 30. Juli 1991 in Pretoria, Südafrika) ist ein südafrikanischer Cricketspieler, der seit 2018 für die südafrikanische Nationalmannschaft spielt.

## Aktive Karriere
Klaasen gab sein Debüt in der Nationalmannschaft im Februar 2018 in der ODI- und Twenty20-Serie gegen Indien. Dabei konnte er im zweiten Twenty20 der Serie ein Fifty über 69 Runs erreichen. Im Oktober konnte er ein weiteres Half-Century über 59 Runs in der ODI-Serie gegen Simbabwe erzielen und wurde dafür als Spieler des Spiels ausgezeichnet. Kurz darauf absolvierte er sein Test-Debüt bei der Tour in Indien. Im Februar 2020 erreichte er in der Twenty20-Serie gegen England ein Fifty über 66 Runs. Daraufhin kam Australien nach Südafrika und Klaasen konnte im ersten ODI ein Century über 123* Runs aus 114 Bällen erzielen. In den beiden weiteren Spielen gelang ihm dann jeweils ein Fifty (51 und 68* Runs) und wurde dafür als Spieler der Serie ausgezeichnet. Im April 2021 erhielt er vom südafrikanischen Verband einen zentralen Vertrag. In der dann stattfindenden Twenty20-Serie gegen Pakistan übernahm er als Ersatz für and Temba Bavuma die Kapitänsrolle wahr und erreichte ein Fifty über 50 Runs. Beim ICC Men’s T20 World Cup 2021 spielte er zwei Spiele, konnte jedoch nicht herausragen.
Im Saison 2022 gelang ihm in der Twenty20-Serie in Indien ein Half-Century über 81 Runs, wofür er als Spieler des Spiels ausgezeichnet wurde. Als er im Oktober abermals für eine ODI-Serie nach Indien reiste, konnte er abermals ein Fifty (74* Runs) beisteuern.